# 18 Polski Sektor Myśliwski
18 Polski Sektor Myśliwski – jednostka organizacyjna Polskich Sił Powietrznych w Wielkiej Brytanii.

## Historia Sektora
W połowie 1943 roku przystąpiono w RAF do przeprowadzenia ogólnej reorganizacji lotnictwa w związku z oczekiwaną inwazją kontynentu. Również dywizjony PSP, stanowiące integralną część Królewskich Sił Powietrznych, zostały włączone do programu zmian organizacyjnych. Reorganizacją objęto także system współpracy między personelem latającym i personelem technicznym obsługi samolotów. Skrzydło stało się wyłącznie jednostką latającą, a do obsługi samolotów dywizjonów przeznaczona była zorganizowana jednostka, zwana Airfieldem, czyli Polowym Portem Lotniczym, posiadającym odpowiednią ilość specjalistów obsługi technicznej i administracyjnej, magazyn części zamiennych i innego sprzętu pomocniczego dla potrzeb obsługi skrzydła w warunkach ruchomych działań.
W październiku 1943 roku został utworzony 18 Polski Sektor Myśliwski. Dowódcy sektora podporządkowano dotychczasowe 1. i 2. Skrzydła Myśliwskie, które po reorganizacji zostały przekształcone w cztery odrębne jednostki, a mianowicie: 131 i 133 Polskie Skrzydło Myśliwskie oraz 131 i 133 Polowy Park Lotniczy. Personel parków zorganizowany był w eszelonach. Każdy eszelon miał przydzielony do obsługi jeden dywizjon.
Sektor wchodził w skład 84 Grupy Myśliwskiej RAF, która wraz z 83 Grupą Myśliwską oraz 2 Grupą Bombową tworzyła 2 Taktyczne Siły Powietrzne (ang. Second Tactical Air Force), przeznaczone do współpracy z 21 Grupą Armii w czasie inwazji na kontynent. Dywizjony myśliwskie poza swoimi zwykłymi zadaniami zwalczania samolotów nieprzyjacielskich miały brać udział w akcjach czysto zaczepnych i grać rolę lotnictwa myśliwsko-bombowego lub szturmowego. Samoloty zostały przystosowane do podwieszania bomb i rakiet, i do atakowania celów naziemnych na polu bitwy. Przez cały okres organizacji Sektora dywizjony nie przerywały swojej normalnej działalności, trenując jednocześnie strzelanie i bombardowanie celów naziemnych, przeważnie z lotu nurkowego. Treningi i szkolenia ogniowe nadzorował dowódca sektora. 17 marca 1944 roku w skład 133 Skrzydła włączony został brytyjski 129 dywizjon (ang. Squadron).
6 czerwca rano alianci zachodni przypuścili atak z morza i z powietrza na plaże Normandii w północnej Francji. Dywizjonom polskim z 18 Polskiego Zgrupowania (Sektora) przypadło w udziale osłaniać pole walki, nad którym utworzono „nieprzemakalny parasol”, składający się poszczególnych dywizjonów patrolujących na różnych wysokościach od 8 do 25 tysięcy stóp.
W drugiej dekadzie lipca 1944 roku dokonano reorganizacji 2 Taktycznych Sił Powietrznych. Rozwiązano sektory, a skrzydła i polowe porty lotnicze połączono w taktyczne jednostki i podporządkowano bezpośrednio dowódcy grupy. W ramach tej reorganizacji zlikwidowano 18 Polski Sektor Myśliwski oraz 131 i 133 Polskie Polowe Parki Lotnicze, a w ich miejsce utworzono 131 i 133 Polskie Skrzydła Myśliwskie. Jednocześnie 133 Skrzydło zostało wyłączone z 2 TAF, podporządkowane Dowództwu Obrony Powietrznej Wielkiej Brytanii, a 10 lipca przeniesione na lotnisko Brenzett z zadaniem zwalczania niemieckich pocisków manewrujących V-1. Sektory okazały się zupełnie zbędne. Rola sektora ograniczała się do przekazywania rozkazów 84 Grupy Myśliwskiej i do prowadzenia ewidencji działań bojowych, którą to jednostki także dla siebie sporządzały. Przy tym brytyjskie 135 Skrzydło i 135 Polowy Port Lotniczy od początku działały samodzielnie, doskonale dawały sobie radę bez ingerencji sztabu 18 Sektora. Praktyka wykazała, że można obejść się bez sektorów przy nieznacznym zwiększeniu personelu sztabów grup lotniczych.

## Organizacja
Organizacja 18 Polskiego Sektora Myśliwskiego:
- Dowództwo 18 Polskiego Sektora Myśliwskiego
- 131 Polskie Skrzydło Myśliwskie (ang. 131 Polish Fighter Wing)
- 133 Polskie Skrzydło Myśliwskie (ang. 133 Polish Fighter Wing)
- 135 Wing RAF (222 Squadron RAF, 349 (Belgian) Squadron i 485 Squadron RNZAF)
- 131 Polski Polowy Port Lotniczy (ang. 131 Polish Airfield)
  - 6302, 6308 i 6317 Polskie Eskadry Techniczne
- 132 Polski Polowy Port Lotniczy (ang. 133 Polish Airfield)
  - 6306 i 6315 Polskie Eskadry Techniczne oraz brytyjska 6129 Eskadra Techniczna
- 135 Airfield (6222, 6349 i 6485 Servicing Echelon)
- 72 Polski Polowe Warsztaty Napraw Pojazdów Mechanicznych (ang. 72 Polish Motor Transport Light Repair Unit)
- 408 Ruchomy Park Materiałowy[10] (ang. 408 Polish Air Stors Park)
- 411 Polski Oddział Napraw i Ratownictwa Technicznego (ang. 411 Polish Repair and Salvage Unit)

## Obsada personalna
- dowódca sektora – ppłk pil. Tadeusz Rolski (20 X 1943 – II 1944 – zastępca szefa Sztabu Naczelnego Wodza do spraw lotnictwa[11])
- dowódca sektora – ppłk pil. Aleksander Gabszewicz (20 II - 12 VII 1944 → dowódca 131 PSM[12])
- dowódca 131 Polskiego Polowego Portu Lotniczego – mjr pil. Zdzisław Krasnodębski (1943 –1944)
- dowódca 131 Polskiego Polowego Portu Lotniczego – mjr pil. Zbigniew Czajkowski (od 18 II 1944[13][14])
- zastępca dowódcy 131 PPL do spraw technicznych – kpt. techn. inż. Rafał Dąbrowski
- dowódca 133 Polskiego Polowego Portu Lotniczego – mjr pil. Tadeusz Nowierski
- zastępca dowódcy do spraw technicznych – kpt. techn. inż. Marian Wodziański